# Placówka Straży Granicznej I linii „Przybyszewo”
Placówka Straży Granicznej I linii „Przybyszewo” – jednostka organizacyjna Straży Granicznej pełniąca służbę ochronną na granicy polsko-niemieckiej w okresie międzywojennym.

## Formowanie i zmiany organizacyjne
Rozporządzeniem Prezydenta Rzeczypospolitej Polskiej Ignacego Mościckiego z 22 marca 1928 roku, do ochrony północnej, zachodniej i południowej granicy państwa, a w szczególności do ich ochrony celnej, powoływano z dniem 2 kwietnia 1928 roku  Straż Graniczną.
Rozkazem nr 3 z 25 kwietnia 1928 roku w sprawie organizacji Wielkopolskiego Inspektoratu Okręgowego dowódca Straży Granicznej gen. bryg. Stefan Pasławski określił strukturę organizacyjną komisariatu SG „Leszno”. Placówka Straży Granicznej I linii „Przybyszewo” znalazła się w jego strukturze.

## Służba graniczna
Sąsiednie placówki:
- placówka Straży Granicznej I linii „Długie Nowe” ⇔ Placówka Straży Granicznej I linii „Henrykowo” (komisariat SG „Zaborowo”) − 1928[2]
- placówka Straży Granicznej I linii „Długie Nowe” ⇔ placówka Straży Granicznej I linii „Zaborowo” − styczeń 1930[3]